# Раушенберг, Роберт
Ро́берт Э́рнест Ми́лтон Ра́ушенберг (англ. Robert Milton Ernest Rauschenberg; 22 октября 1925, Порт-Артур, Техас — 12 мая 2008, остров Каптива, Флорида) — американский художник, представитель абстрактного экспрессионизма, а затем концептуального искусства и поп-арта, стоял у истоков создания модульного искусства, является создателем направления комбинированной живописи. В своих работах тяготел к технике коллажа и редимейда. В своих работах использовал мусор и различные отходы.

## Биография
Внук немецкого иммигранта и индианки из племени чероки. Учился в Художественном институте в Канзас-Сити, затем в Академии Жюлиана в Париже и в колледже Блэк-Маунтин в Северной Каролине, где его учителем был Джозеф Альберс. В 1949 году Раушенберг поселился в Нью-Йорке, начал работать оформителем витрин, посещал арт-школу Art Students League. С 1950 по 1953 год был женат на художнице Сьюзен Вейлль, с которой познакомился в Академии Жюлиана. В этом браке родился сын Кристофер, ставший фотографом. С 1954 по 1961 год жил вместе со своим бойфрендом — художником Джаспером Джонсом. Пара художников активно обменивалась идеями, участвовала в создании работ друг друга, но никогда не делала объекты с двойным авторством.
В 1951 году состоялась первая персональная выставка Раушенберга в галерее Бетти Парсонс, не имевшая успеха у критиков. В 1958 году была организована его персональная выставка в галерее Кастелли, благодаря которой он стал известен. Был дружен с Джоном Кейджем, Мерсом Каннингемом, Саем Твомбли и Энди Уорхолом.
В 1970 году Раушенберг купил дом на острове Кэптива неподалёку от побережья Флориды, который превратил в свою мастерскую.
В 1977 году в Музее изящных искусств в Вашингтоне открылась ретроспективная выставка художника, в которой он представил свои самые известные работы, затем последовало турне по США.
12 мая 2008 года Раушенберг скончался в своём доме на острове Кэптива.

## Творчество

Riding Bikes, Берлин, 1998

В начале 50-х годов Роберт Раушенберг прошёл через три стадии создания живописных работ:

Автомобиль BMW 635CSi (1985), расписанный Раушенбергом

- «Белая живопись» — на белом фоне изображены только черные цифры и некоторые фигуративные символы.
- «Черная живопись» — на полотно наклеивались обрывки скомканных газет, и все это покрывалось чёрной эмалью.
- «Красная живопись» — абстрактные живописные полотна в красных тонах частично с наклейками из газет, ржавых гвоздей, фотографий, шпагата и т. п.

В 1953 году Раушенберг стёр рисунок Виллема де Кунинга и выставил его под названием «Стёртый рисунок Де Кунинга», тем самым затронув вопрос о природе искусства.
С середины 50-х годов Раушенберг начинает создавать пространственные объекты, которые называет «комбинированными картинами»:
- «Одалиска» (атласная подушка, чучело курицы, фотографии и репродукции, 1955—1958) (Музей Людвига, Кёльн).
- «Кровать» (1955) — настоящая кровать Раушенберга, забрызганная краской и поставленная вертикально.
- «Монограмма» (1955—1959, Стокгольмский музей современного искусства) — чучело барана с туловищем, продетым внутрь автомобильной шины.
- «Подарок для Аполлона» (1959, Музей современного искусства, Лос-Анджелес) — установленная на 4 колеса деревянная рама, дверь, фрагменты брюк, ткань, обрывки газет, дверная ручка и ржавое мятое ведро на стальной цепочке.

В конце 50-х годов Раушенберг освоил технику фроттажа (натирания, введенную в искусство Максом Эрнстом ещё в 1925 году) для перевода журнальных или газетных фотографий на бумагу и другие поверхности. Раушенберг активно использовал её для создания графического цикла из 34 иллюстраций к «Аду» Данте в стиле поп-арта (1959—1960, Нью-Йоркский музей современного искусства).
В начале 60-х годов Раушенберг прекратил создавать «комбинированные картины». В 1962 году он освоил технику шелкографии и создал в ней ряд крупных произведений. Одна из картин этого ряда «Путь в небо» (Skyway, 1964, Музей искусств Далласа). На ней поп-культурные символы (например, американские астронавты) соседствуют с образами Рубенса.
В 1967 году он создает ещё одну программную графическую работу — огромную литографию с элементами шелкографии (182 x 89 см) Booster. Это самая большая из созданных когда-либо литографий.
В 1970 году участвовал в создании Павильона Пепси для Всемирной выставки в Осаке. Режиссёром открытия был хореограф и художник Реми Чарлип.
В поздние 60-е и 70-е годы Раушенберг был вовлечен в сферу перформанса, хэппенингов и других театрализованных акций. Оформлял спектакли Триши Браун.

## Признание
- В 1964 году Раушенбергу вручили главный приз Венецианской биеннале, что стало официальным признанием поп-арта.
- В 1983 году удостоен премии Грэмми за оформление ограниченного тиража альбома Speaking in Tongues группы Talking Heads.
- В 1993 году удостоен Национальной медали США в области искусств.
- В 1995 году стал лауреатом Премии Леонардо да Винчи (Leonardo da Vinci World Award of Arts)
- В 1998 году художнику присуждена Императорская премия Японии.